# Orchestre de chambre de Mexico
L'Orchestre de Chambre de Mexico (Orquesta de Cámara de la Ciudad de México en espagnol) est un orchestre de chambre (c'est-à-dire un orchestre de petite taille) basée à Mexico.

## Historique
Cet orchestre, à travers ses 35 années d'existence, a donné des concerts à l'intérieur et à l'extérieur de Mexique. Il a formé et fourni du travail à de nombreux talents musicaux. Son directeur est Mr. Miguel Bernal Matus.
Depuis sa formation en 1968, l'Orchestre de chambre de Mexico a été un des plus importants instruments artistiques de la République Mexicaine. Il a présenté des musiciens internationaux, qui ont témoigné de la qualité et la maturité artistique de l'orchestre : Henryk Szeryng, Nicanor Zabaleta, Ruggiero Ricci, Maurizio Zampognini, Laslo Frater, Pierre Fournier, Eugenio de Rosa, Víctor Urban, Francesco Vignanelli et bien d'autres...
Cet orchestre a effectué de nombreuses tournées au Mexique et aux États-Unis. En 1986, il a effectué sa première tournée en Europe (Allemagne, Italie, France et Espagne) où il a suscité beaucoup d'intérêt et a obtenu des critiques favorables dans les journaux. Il a été invité à effectuer une deuxième tournée dans d'autres villes du continent européen en 1987.
M. Miguel Bernal Matus, le fondateur et directeur de l'orchestre, a consacré une attention spéciale aux jeunes. Ses concerts didactiques aux universités et aux écoles témoignent de sa préoccupation pour la formation musicale des jeunes.
La qualité de ce groupement musical a promu la création d'autres groupes comme l'Orchestre symphonique de Coyoacán. Depuis sa fondation en 1984, ce groupe peut compter sur l'appui de l'Orchestre de chambre de Mexico, qui lui fournit ses meilleurs éléments et a permis de devenir le seul orchestre symphonique constitué exclusivement par des Mexicains.